# Joseph Bernard-Attanoux
Joseph Bernard-Attanoux, conocido también como Joseph Bernard d'Attanoux (Aix-en-Provence, 18 de marzo de 1853 - Argel, 26 de octubre de 1921) fue un periodista y explorador francés.

## Biografía
Nació con el apellido Bernard pero en 1881 obtuvo la autorización para añadir Attanoux y llamarse Bernard-Attanoux.
De 1872 a 1880 sirvió en el ejército y luego trabajó como periodista en el diario parisino Le Temps, en el que se ocupó de temas relativos al Sáhara, por lo que visitó Marruecos y Argelia de 1884 a 1886. 
En 1893, participó en la misión comercial organizada por Gaston Méry, cuya finalidad fue el estudio de las rutas que seguían las caravanas que transitaban entre el sur de Argelia y el Sudán. Gaston Méry, debido a diferencias con sus compañeros, decidió abandonar la misión y la expedición pasó a ser comandada por Bernard. Al llegar la expedición al Tassili, los tuaregs exigieron un derecho de paso. Decidieron entonces regresar a Tuggurt, donde llegaron en abril de 1894.
En 1895, fue felicitado públicamente por su expedición por la Sociedad de Geografía de París y ese mismo año fue nombrado caballero de la Légion de Honor por el ministerio de Colonias.
Bernard volvió a su profesión de periodista y fue corresponsal de Le Temps en Tánger. Publicó en 1899 el libro Les grandes concessions coloniales en Afrique y en 1908 otra obra titulada La Marche et la pratique du tourisme à pied.